# Monotes adenophyllus
Monotes adenophyllus är en tvåhjärtbladig växtart. Monotes adenophyllus ingår i släktet Monotes och familjen Dipterocarpaceae.

## Underarter
Arten delas in i följande underarter:
- M. a. adenophyllus
- M. a. delevoyi
- M. a. homblei
- M. a. subfloccosus